# Зімін Георгій Васильович
Георгій Васильович Зімін (1912 — 1997) — радянський воєначальник Військово-повітряних сил СРСР, маршал авіації (1973). Герой Радянського Союзу (1943), доктор військових наук, професор. Депутат Верховної Ради СРСР 5-го і 6-го скликань.

## Біографія
Народився 6 травня 1912 року в Санкт-Петербурзі у робітничій сім'ї. Росіянин. Закінчив 10 класів.
У лавах РСЧА з 1931 року. В 1932 році закінчив Ленінградську військово-теоретичну школу, а в 1935 році Енгельську військову школу льотчиків. Брав участь у битві на озері Хасан у 1938 році.
На фронтах німецько-радянської війни з липня 1941 року. Був заступником командира та пізніше командиром винищувального авіаполку та з 1943 року вже очолював 240 винищувальну авіаційну дивізію. На вересень 1943 року, полковник Зімін здійснив 163 бойових вильоти, брав участь у 39 повітряних боях, у яких особисто збив 13 літаків противника та 4 у групі.
У 1948 році закінчив Військову академію Генштабу, командував авіаційними з'єднаннями. 
З 1960 року на посаді першого заступника головкома Військ ППО СРСР, а з 1966 року став начальником Військової командної академії ППО.
З 1982 року у Групі генеральних інспекторів МО СРСР.

## Звання та нагороди
28 вересня 1943 року Георгію Васильовичу Зіміну присвоєно звання Героя Радянського Союзу.
Також мав інші відзнаки:
- 3 ордени Леніна
- орден Жовтневої Революції
- 4 ордени Червоного Прапора
- орден Суворова 2-го ступеня
- орден Кутузова 2-го ступеня
- орден Вітчизняної війни I ступеня
- 2 ордени Трудового Червоного Прапора
- 2 ордени Червоної Зірки
- орден «За службу Батьківщині у Збройних Силах СРСР» 3-го ступеня
- іноземні нагороди
- медалі